# Svoboda (Stara Zagora)
Svoboda (Bulgaars: Свобода) is een dorp in Bulgarije. Het dorp is gelegen in de gemeente Tsjirpan, oblast Stara Zagora. Het dorp ligt 23 km ten zuidwesten van Stara Zagora en 179 kilometer ten zuidoosten van Sofia. 

## Bevolking
Op 31 december 2020 telde het dorp Svoboda 1.121 inwoners, een halvering ten opzichte van het maximale aantal van 2.351 personen in 1946.
| Bevolkingsontwikkeling tussen 1934 en 2020          |
| --------------------------------------------------- |
|                                                     |
| Bron: Nationaal Statistisch Instituut van Bulgarije |

In het dorp wonen grotendeels etnische Roma. In de optionele volkstelling van 2011 identificeerden 688 van de 1.123 respondenten zichzelf als etnische Roma, oftewel 61,3% van de bevolking. De rest van de bevolking bestond vooral uit etnische Bulgaren (422 personen, oftewel 37,6%).
| Etnische samenstelling van de respondenten (2011) | Etnische samenstelling van de respondenten (2011) | Etnische samenstelling van de respondenten (2011) | Etnische samenstelling van de respondenten (2011) | Etnische samenstelling van de respondenten (2011) |
| ------------------------------------------------- | ------------------------------------------------- | ------------------------------------------------- | ------------------------------------------------- | ------------------------------------------------- |
|                                                   |                                                   |                                                   |                                                   |                                                   |
| Bulgaren                                          | Bulgaren                                          |                                                   | 37,6%                                             | 37,6%                                             |
| Turken                                            | Turken                                            |                                                   | 0,0%                                              | 0,0%                                              |
| Roma                                              | Roma                                              |                                                   | 61,3%                                             | 61,3%                                             |
| Anders/Onbekend                                   | Anders/Onbekend                                   |                                                   | 1,4%                                              | 1,4%                                              |